# Sofia Tchernev
Sofia Tchernev (bulgarisch София Чернева, nach der üblichen Transkription: Tschernew, wiss. Transliteration: Sofija Černev), geborene Kusewa (Кузева), (* 16. Juni 1967 in Smoljan) ist eine in Deutschland lebende bulgarische Schauspielerin.

## Leben
Sofia Tchernev ist die Tochter der Ingenieurin Margarita Kusewa und des Schauspielers Peter Kusew. Sie ist in Chaskowo aufgewachsen, 1985 nahm sie ihr Studium der darstellenden Kunst an der Nationalen Akademie für Theater- und Filmkunst „Krastjo Sarafow“ auf, in der Klasse von Entscho Chalatschew und Sneschina Tankowska. Ihre erste Filmrolle bekam sie noch während des Studiums. Sie spielte Dana in dem populären bulgarischen Spielfilm des Regisseurs Iwan Andonow, Gestern.
Nach ihrem Studienabschluss 1989 bekam sie eine feste Stelle im Ensemble des Theaters „Sofia“.
Seit 1993 ist sie mit dem Schauspieler Pantcho Tchernev verheiratet. Ihre gemeinsame Tochter Krista Tcherneva ist Schauspielerin und Model. 1996 bekam Sofia Tchernev ein Stipendium für ein internationales Schauspielerprojekt „Lasst uns die Grenzen beseitigen“ des Außenministeriums der Bundesrepublik Deutschland.
Sofia Tchernev arbeitet und lebt mit ihrer Familie in Deutschland.

## Filmografie
- 1988: Gestern (Wtschera) – Regie: Iwan Andonow
- 1988: Ako moschesch, zabrawi – Regie: Nikolai Bosilkow
- 1989: Iskusstwo schit w Odesse – Regie: Georgi Jungwald-Chilkewich
- 1989: Ochite plachat raslichno (TV) – Regie: Alexander Rakowski
- 1989: Razwodi, razwodi – Regie: Iwaylo Dschambazow
- 1990: Nemirnata ptitza ljubow – Regie: Rangel Wulchanow
- 1990: Cippolino (TV) – Regie: Liljana Todorowa
- 1991: Na brega na moreto (TV) – Regie: Irji Adamec
- 1991: Horisontalen peisasch (TV) – Regie: Todor Stojanow
- 1992: Vampir (TV) – Regie: Pawel Pawlow
- 1998: Fünf Minuten – Regie: Britta Krause
- 2007: Die Tochter – Regie: Bernhard Kammel

## Theater
- Igra na phantasiata / NATFIS / Sofia / Bulgarien / Rolle Cosette / Regie Doz. Snejina Tankovska / 1988
- Revisor / NATFIS / Sofia / Bulgarien / Rolle Dashterjata / Regie Prof. Encho Halachev / 1988
- Angeli chudovishta / Staatstheater Sofia / Bulgarien / Rolle Lean / Regie Stefan Staychev / 1990
- Marquis de Sade / Staatstheater Sofia / Bulgarien / Rolle Ann / Regie Stefan Staychev / 1991
- Ljubovni istorii / Staatstheater Sofia / Bulgarien / Rolle das Mädchen / Regie Boyko Bogdanov / 1992
- Italiankata / Staatstheater Sofia / Bulgarien / Rolle Flora / Regie Zdravko Mitkov / 1993
- Der Ritter vom Mirakel / Association Epopee de l’Europe / Geneve / Schweiz / Rolle der Knabe / Regie Friedhelm Ptok / 1994
- Bumerang - Theater für Kinder / FEZ - Wuhlheide / Berlin / Deutschland / Rolle der Hase / Regie Ljubo Kostov / 1996

## Werbung
Sofia Tchernev hat in mehreren Werbungen gespielt. 1992 gewann sie mit einem Werbeclip für Ford (Regie Jesko Dawidow) einen Wettbewerb.

## Film Festivals
- 13. Sofia International Film Festival 2009
- 15. Internationales Film Festival in Sankt Petersburg 2008
- 10. Festival des österreichischen Films „Diagonale“ 2008